# Actophilornis
Actophilornis is een geslacht van vogels uit de familie jacana's (Jacanidae). Het geslacht telt twee soorten.

## Soorten
- Actophilornis africanus – Lelieloper
- Actophilornis albinucha – Madagaskarjacana